# Фольштедт
Фольштедт (нім. Vollstedt) — громада в Німеччині, розташована в землі Шлезвіг-Гольштейн. Входить до складу району Північна Фризія. Складова частина об'єднання громад Міттлерес-Нордфрісланд.
Площа — 6,18 км2. Населення становить 172 ос. (станом на 31 грудня 2020).

## Галерея

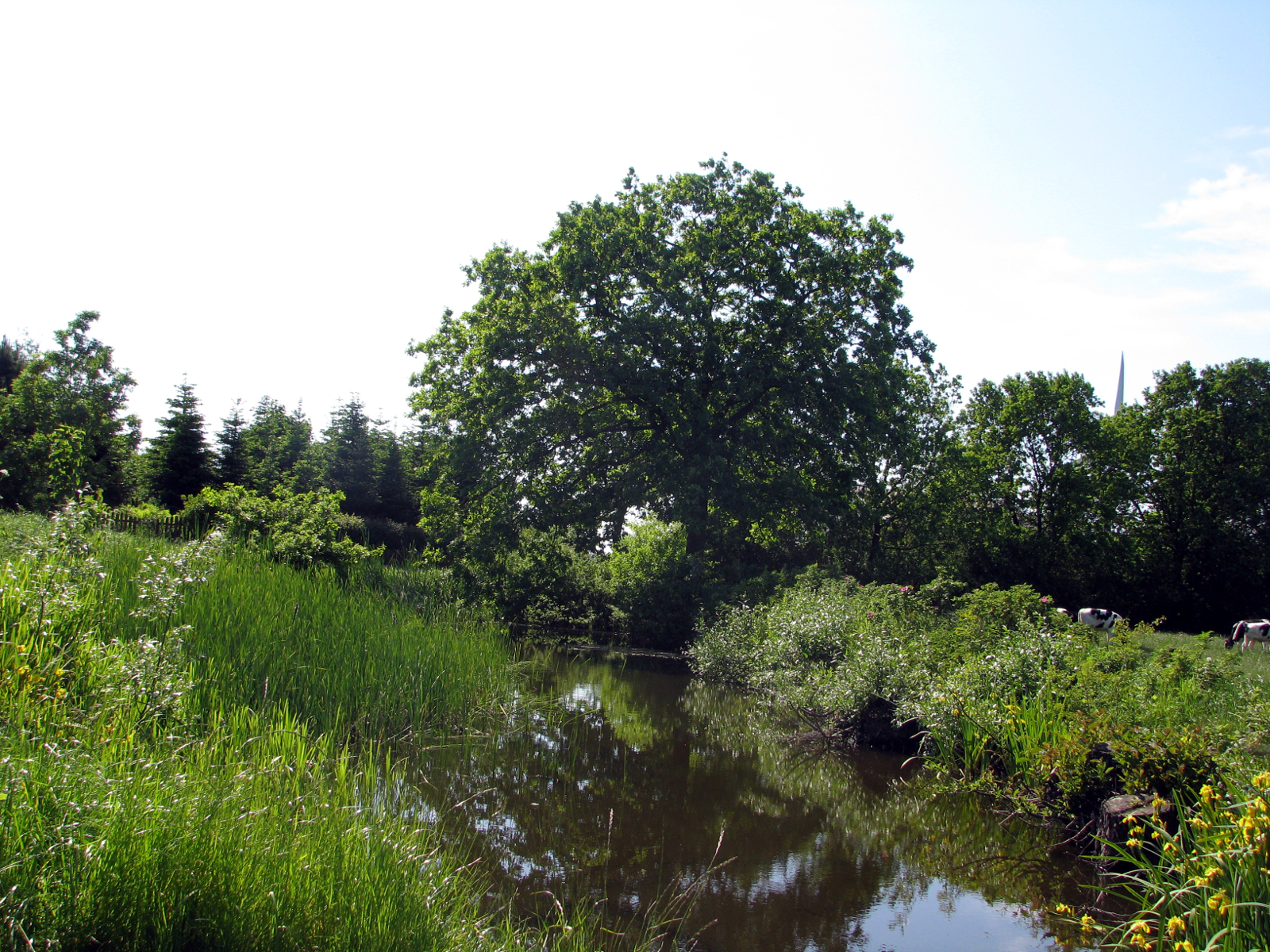